# Крампл, Миа
Миа Крампл (словен. Mia Krampl; род. 21 июля 2000, Крань) — словенская спортсменка, специализирующаяся в спортивном скалолазании. Призёр чемпионатов мира и чемпионата Европы, участница Олимпийских игр 2020 и 2024 года.

## Биография
Миа Крампл родилась 21 июля 2000 года в словенском городе Крань, позже с семьёй переехала в Гольник. Скалолазанием начала заниматься в шесть лет, следуя примеру старшего брата Тима, который занимался этим видом спорта. Живя в Гольнике, она тренируется на скалодромах в Крани.

### Спортивная карьера

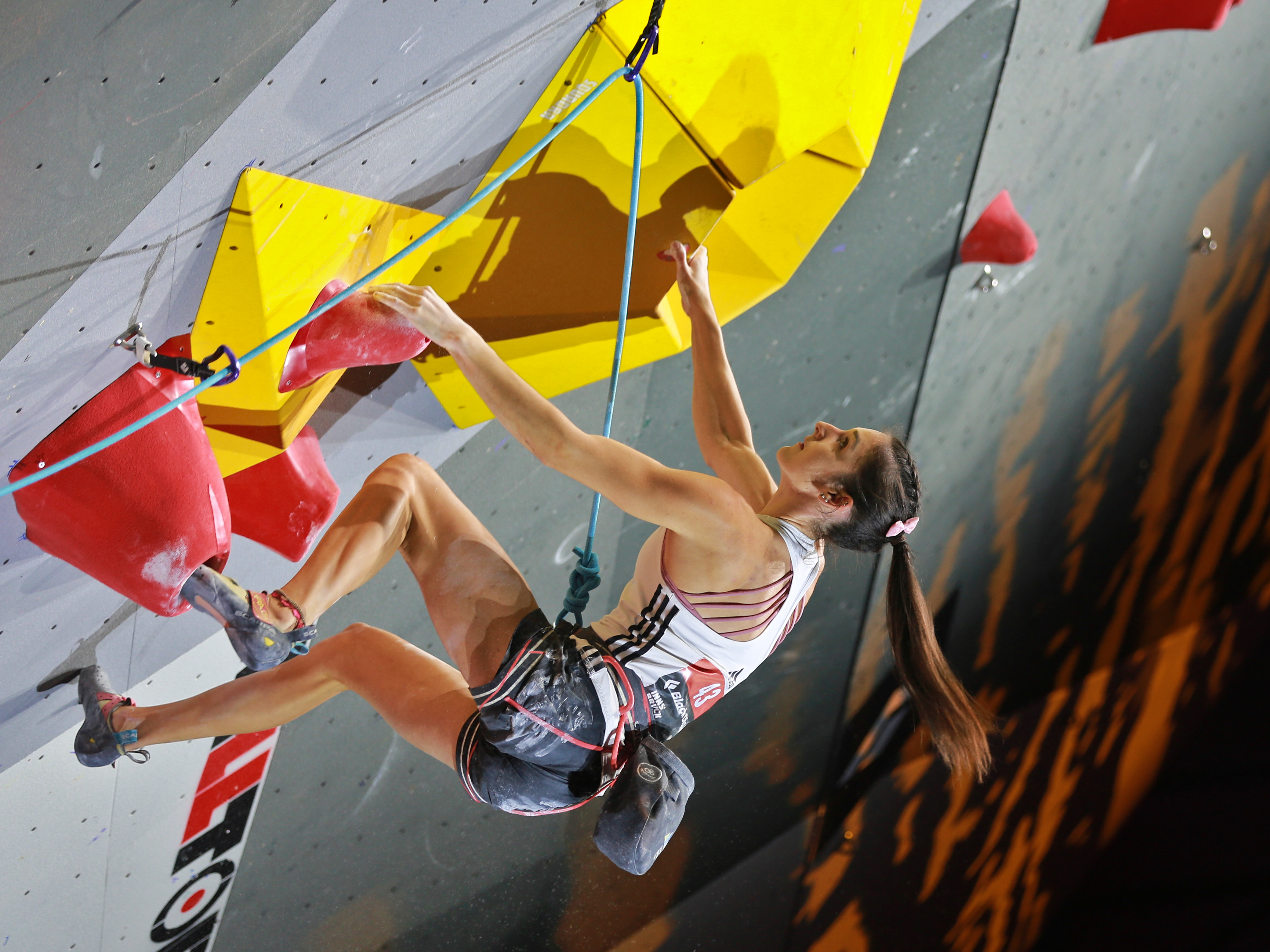
Чемпионат мира 2018

Миа Крампл дебютировала на международном уровне в 2015 года на юниорском Кубке Европы в Дорнбирне, заняв 4-е место в лазании на трудность. На этапе в Имсте заняла третье место в лазании на трудность. На юниорском чемпионате Европы в Эдинбурге Миа берёт золото в дисциплине трудность, а на чемпионате мира среди юниоров в Арко становится серебряной медалисткой в той же дисциплине.
В 2016 году в лазании на трудность становится третьей на юниорском чемпионате Европы и второй на юниорском чемпионате мира. Также в 2016 году дебютирует на взрослом Кубке мира в Крани, показывая 26-й результат в лазании на трудность.
В 2018 году на юниорском Кубке Европы в Брунико берёт бронзу в дисциплине трудность. Выигрывает чемпионат Европы среди юниоров 2018 года в боулдеринге.
В 2019 году на Кубке мира в Мюнхене занимает третье место в боулдеринге, выступая  с травмой колена, полученной на последней тренировке перед отъездом в Германию. На чемпионате мира в Хатиодзи становится серебряным призёром в лазании на трудность. На квалификационном турнире в Тулузе Крамл заняла 3 место и получила право поехать на Олимпийские игры 2020 года.
На Олимпийских играх в Токио, прошедших в 2021 году, Миа заняла 18 место в многоборье. На чемпионате мира в Москве завоёвывает серебро в многоборье.
В 2022 году становится серебряным призёром чемпионата Европы в Мюнхене в комбинации  боулдеринг + лазание на трудность. На Кубке мира в Джакарте занимает третье место в дисциплине трудность.
Квалификационную серию в Будапеште Миа Крампл заканчивает на 7 месте, тем самым приобретая путевку на Олимпиаду 2024 года. На Олимпийских играх в Париже занимает 17-е место в многоборье.

## Результаты

### Олимпийские игры
| Год  | Место проведения | Многоборье |
| ---- | ---------------- | ---------- |
| 2021 | Токио            | 18         |
| 2024 | Париж            | 17         |

### Чемпионаты мира
| Год  | Место проведения | Скорость | Трудность | Боулдеринг | Многоборье |
| ---- | ---------------- | -------- | --------- | ---------- | ---------- |
| 2018 | Инсбрук          | 71       | 7         | 33         | 18         |
| 2019 | Хатиодзи         | 69       | 2         | 17         | 14         |
| 2021 | Москва           | 23       | 19        | 29         | 2          |
| 2023 | Берн             | —        | 4         | 31         | 14         |

### Чемпионаты Европы
| Год  | Место проведения    | Скорость | Трудность | Боулдеринг | Многоборье |
| ---- | ------------------- | -------- | --------- | ---------- | ---------- |
| 2017 | Кампителло-ди-Фасса | —        | 15        | —          | —          |
| 2019 | Эдинбург            | —        | 11        | —          | —          |
| 2022 | Мюнхен              | —        | 4         | 21         | 2          |

### Кубок мира
Подиумы
| №  | Год  | Место проведения | Дисциплина | Место |
| -- | ---- | ---------------- | ---------- | ----- |
| 1. | 2019 | Мюнхен           | Боулдеринг | 3     |
| 2. | 2022 | Джакарта         | Трудность  | 3     |

Позиции в рейтинге по результатам сезонов
| Год  | Скорость | Трудность | Боулдеринг | Общий |
| ---- | -------- | --------- | ---------- | ----- |
| 2016 | —        | 58        | —          | —     |
| 2017 | —        | —         | 23         | 61    |
| 2018 | 84       | 10        | 36         | 15    |
| 2019 | —        | 9         | 21         | 11    |
| 2021 | 44       | 12        | 29         | —     |
| 2022 | —        | 7         | 53         | —     |
| 2023 | —        | 8         | 35         | —     |
| 2024 | —        | 10        | 51         | —     |

### Юниорские достижения
Чемпионаты мира среди юниоров
| Год  | Место проведения | Скорость | Трудность | Боулдеринг |
| ---- | ---------------- | -------- | --------- | ---------- |
| 2015 | Арко             | —        | 2         | 23         |
| 2016 | Гуанчжоу         | 33       | 2         | 15         |
| 2017 | Инсбрук          | —        | 12        | —          |
| 2018 | Москва           | 26       | 11        | 9          |

Чемпионаты Европы среди юниоров
| Год  | Место проведения              | Скорость | Трудность | Боулдеринг |
| ---- | ----------------------------- | -------- | --------- | ---------- |
| 2015 | Эдинбург Л’Аржантьер-ла-Бессе | —        | 1         | 7          |
| 2016 | Миттердорф                    | —        | 3         | —          |
| 2017 | Пермь                         | 23       | 5         | —          |
| 2018 | Брюссель                      | —        | —         | 1          |